# Дорогомиловский железнодорожный мост
Дорогоми́ловский железнодорожный мост (Старый Дорогомиловский мост) в Москве — стальной трёхпролётный балочный мост через Москву-реку на 41-м километре Малого кольца МЖД к югу от технической станции Пресня. Построен в 1905—1907. По мосту проходят два главных железнодорожных пути Малого кольца МЖД.

## История строительства и реконструкции
Авторы проекта — Л. Д. Проскуряков, П. И. Рашевский, А. Н. Померанцев (по другим источникам — Г. В. Ульянинский; именно его имя указано на табличке моста). Во время постройки Малого Кольца МЖД был также построен временный деревянный мост подкосной системы «для вагонетной возки», разобранный после пуска постоянных мостов. Их было два: существующий Старый Дорогомиловский и находившийся ниже по течению Смоленский железнодорожный мост на соединительной ветке между станциями Кутузово Малого Кольца МЖД и Тестовская Белорусского направления. Соединительная ветка и Смоленский мост были разобраны в 1998 году при постройке Третьего транспортного кольца и нового Дорогомиловского автодорожного моста.
Старый Дорогомиловский мост — трёхпролётный, с ездой поверху ферменных балок (каждая по 53,3 м длиной) работы Брянского завода. Речные быки и левобережный устой имеют кессонное основание, а правобережный устой стоит непосредственно на скальном основании. Мост успешно выдержал наводнение 1908 года. В 1938 году стальные фермы были заменены на балки для увеличения подмостового габарита.
Пролётные строения моста неоднократно менялись (в 1938 г., в 1978 г.). В мае 2013 года мост был закрыт на реконструкцию для строительства внутригородской кольцевой пассажирской линии. При проведении реконструкции были проведены работы по усилению опор, установлены новые индивидуальные пролётные строения разработки института Гипростроймост (Москва). Уложены новые рельсы австрийского производства.
Движение поездов по мосту возобновлено в 2016 году.
В конце 2018 года западнее действующего моста было начато строительство ещё одного двухпутного моста для линии МЦД-4. Собственно мост через русло был построен к октябрю 2020 года, после чего было продолжено строительство эстакады длиной 2 км. Обкатка готового моста поездами началась 4 сентября, движение поездов с пассажирами началось 9 сентября 2023 года.